# TT233
La tombe thébaine TT 233 est située à Dra Abou el-Naga, dans la nécropole thébaine, sur la rive ouest du Nil, face à Louxor en Égypte.
C'est la tombe de Saroy et Amenhotep qui avaient les titres de « scribe royal de la table des offrandes du Seigneur des Deux Terres », « scribe royal du repas du roi », « gardien des documents royaux en présence (du roi) », « animateur de la fête », « compteur de bétail dans le domaine d'Amon », « messager royal dans la région des collines », « surveillant des chasseurs d'Amon ».
La tombe date de la période ramesside.

## Description

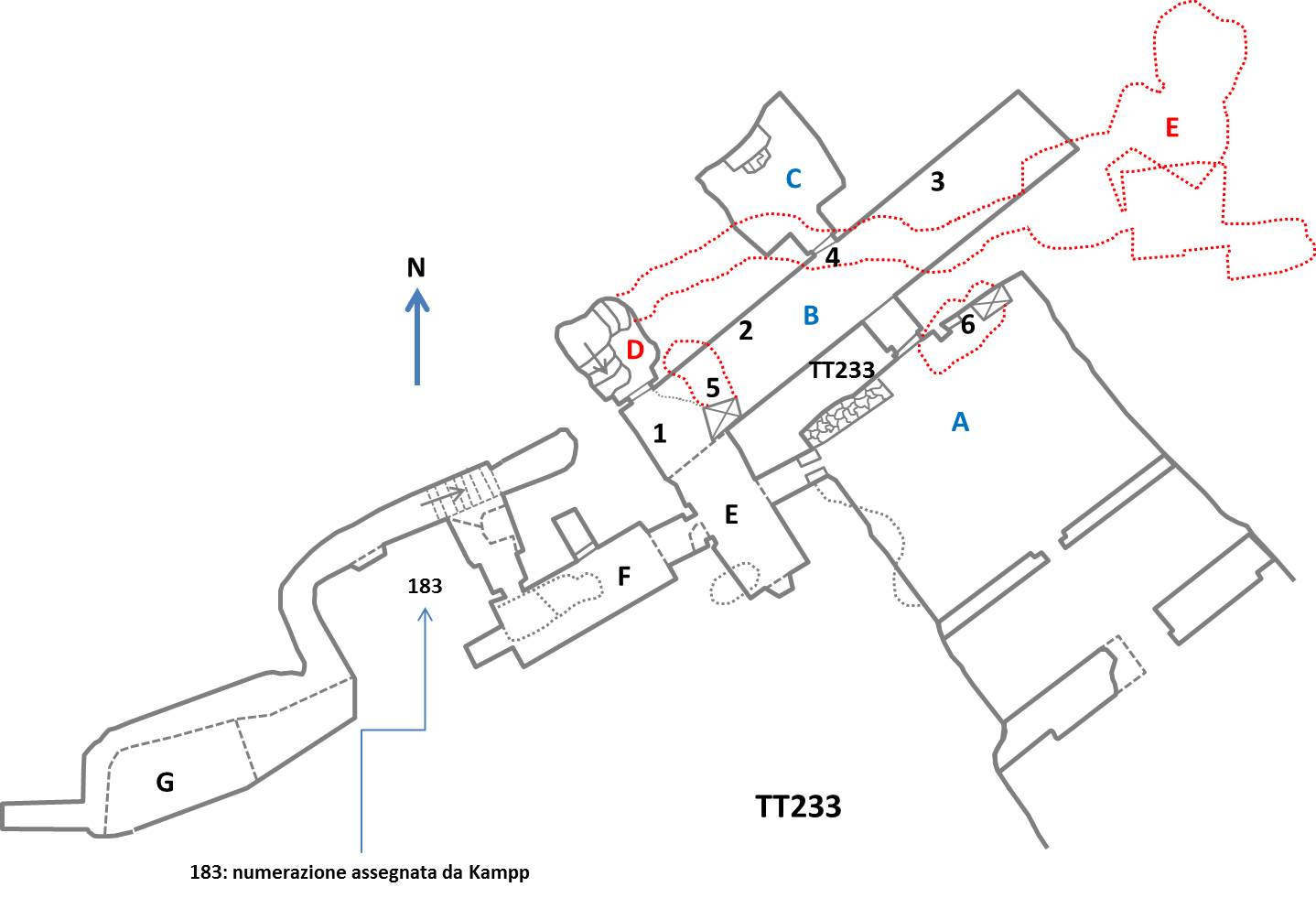

Le tombeau contient beaucoup plus d'informations textuelles que d'images, et en comparaison avec d'autres tombes, une partie du texte trouvé dans TT 233 ne se trouve que dans cette tombe (Ockinga 2012). 
Le tombeau a été fouillé par le projet Macquarie Theban Tombs. Les moines chrétiens vivaient à l'emplacement du tombeau à la fin de la période romaine et au début de l'islam qui se situe dans une échelle de temps commençant d'environ 250 à 450 jusqu'au premières années du VIIe siècle de notre ère,. 